# Area metropolitana di Firenze, Prato e Pistoia

Mappa dell'area metropolitana di Firenze, Prato e Pistoia

Per area metropolitana di Firenze, Prato e Pistoia si intende una metropoli toscana formata dal territorio delle province di Firenze, Prato e Pistoia, istituita il 29 marzo del 2000 con delibera del Consiglio regionale della Toscana.
L'area in questione è stata istituita dal Consiglio regionale della Toscana il 29/03/2000 (Delibera n°130) con la seguente dicitura: "l'Area Metropolitana, di cui all'art. 17, comma 2 della legge 8.6.1990, n. 142 come modificato dalla legge n. 265/1999, è costituita dall'intero territorio delle province di Firenze, Prato e Pistoia".
Lo stesso decreto sottolinea altresì: "nell'ambito dell'Area Metropolitana gli enti locali interessati promuoveranno, d'intesa tra loro, le opportune forme di cooperazione e integrazione".
L'area metropolitana ha valore esclusivamente statistico; infatti non esiste al momento, né è previsto, alcun Ente pubblico che comprenda l'intero territorio in questione.